# Morti nel 1968/Agosto
| Questa pagina contiene informazioni ricavate automaticamente dalle voci biografiche con l'ausilio del template Bio e di un bot. L'aggiornamento è periodico e automatico e ricostruisce completamente la pagina. Se manca una persona in questa lista, sei pregato di non aggiungerla, ma accertati piuttosto che la sua voce biografica contenga il template Bio e che i dati anagrafici siano correttamente compilati. Se il template Bio manca, inseriscilo tu stesso o, in alternativa, metti l'avviso {{tmp\|Bio}} che ne segnala la mancanza. Se i dati riportati sono sbagliati, correggi direttamente la voce biografica; le modifiche saranno visibili in questa lista entro pochi giorni. Per chiarimenti vedi il progetto biografie. La lista contiene solo le 71 persone che sono citate nell'enciclopedia e per le quali è stato implementato correttamente il template Bio. Pagina aggiornata al 3 mar 2024. |

- 2 agosto - Sandro De Feo, scrittore, giornalista e sceneggiatore italiano (n. 1905)
- 2 agosto - Melitón Manzanas, poliziotto spagnolo (n. 1909)
- 2 agosto - Ralph Wells, cestista statunitense (n. 1940)
- 3 agosto - Pietro Carloni, attore italiano (n. 1896)
- 3 agosto - Tino Erler, attore italiano (n. 1899)
- 3 agosto - Xavier Lesage, cavaliere francese (n. 1885)
- 3 agosto - Konstantin Konstantinovič Rokossovskij, generale sovietico (n. 1896)
- 4 agosto - Torquato Baglioni, politico italiano (n. 1895)
- 4 agosto - Beni Virtzberg, scrittore tedesco (n. 1928)
- 5 agosto - Ottavio Baccani, dirigente sportivo, allenatore di calcio e calciatore italiano (n. 1904)
- 5 agosto - Luther Perkins, chitarrista statunitense (n. 1928)
- 5 agosto - Oskar Üpraus, calciatore estone (n. 1898)
- 6 agosto - Giovanni Bracco, pilota automobilistico italiano (n. 1908)
- 6 agosto - Arnaldo Volpicelli, filosofo italiano (n. 1892)
- 7 agosto - Bruno Benelli, politico italiano (n. 1922)
- 7 agosto - Giannetto Malmerendi, pittore, incisore e ceramista italiano (n. 1893)
- 8 agosto - Matylda Getter, religiosa polacca (n. 1870)
- 8 agosto - Paolo Silvestri, calciatore italiano (n. 1905)
- 9 agosto - Federico Cristiano di Sassonia, nobile (n. 1893)
- 9 agosto - Elmer Holland, politico statunitense (n. 1894)
- 10 agosto - Gabriel Hanot, calciatore e giornalista francese (n. 1889)
- 10 agosto - Romualdo Rossi, scrittore e giornalista italiano (n. 1877)
- 10 agosto - Léon Van Gheem, pallanuotista belga (n. 1909)
- 11 agosto - Emilio Betti, giurista e storico italiano (n. 1890)
- 11 agosto - Shmuel Dayan, politico israeliano (n. 1891)
- 11 agosto - Jan Łazarski, pistard polacco (n. 1892)
- 12 agosto - Giacomo Dal Monte Casoni, politico italiano (n. 1891)
- 13 agosto - Riccardo Massucci, attore e regista italiano (n. 1879)
- 13 agosto - Øystein Ore, matematico norvegese (n. 1899)
- 14 agosto - Livio Cambi, chimico italiano (n. 1885)
- 14 agosto - Augusto Álvaro da Silva, arcivescovo cattolico e cardinale brasiliano (n. 1876)
- 14 agosto - Marcel Thil, pugile francese (n. 1904)
- 15 agosto - Wilhelm Behrens, generale tedesco (n. 1888)
- 16 agosto - Ichiya Kumagae, tennista giapponese (n. 1890)
- 16 agosto - Tina Pica, attrice italiana (n. 1884)
- 16 agosto - Nikolaj Fёdorovič Sadkovič, regista cinematografico sovietico (n. 1907)
- 17 agosto - Clessie Cummins, imprenditore e inventore statunitense (n. 1888)
- 17 agosto - Bruno Paul, architetto e disegnatore tedesco (n. 1874)
- 17 agosto - Walter Poppe, generale tedesco (n. 1892)
- 18 agosto - Giacomo Bassi, funzionario italiano (n. 1896)
- 18 agosto - Nicola Sansanelli, avvocato, militare e politico italiano (n. 1891)
- 18 agosto - Suraphol Sombatcharoen, cantante thailandese (n. 1930)
- 19 agosto - Antonio Fessia, ingegnere meccanico italiano (n. 1901)
- 19 agosto - George Gamow, fisico, cosmologo e divulgatore scientifico sovietico (n. 1904)
- 20 agosto - Barbara Allason, scrittrice, germanista e traduttrice italiana (n. 1877)
- 20 agosto - Marie Ciocca,  statunitense (n. 1929)
- 21 agosto - Necmi Onarıcı, calciatore turco (n. 1925)
- 22 agosto - Carlo Grabher, critico letterario e traduttore italiano (n. 1897)
- 23 agosto - Michele Pallavicini, calciatore italiano (n. 1911)
- 23 agosto - Hunt Stromberg, produttore cinematografico e regista statunitense (n. 1894)
- 24 agosto - Kathleen O'Connor, pittrice australiana (n. 1876)
- 25 agosto - John George, attore siriano (n. 1898)
- 25 agosto - Maurice Ransford, scenografo statunitense (n. 1896)
- 25 agosto - Umberto Zurlini, politico italiano (n. 1922)
- 26 agosto - Corrado Corelli, scultore e calciatore italiano (n. 1884)
- 26 agosto - Giuseppe Enrici, ciclista su strada italiano (n. 1896)
- 26 agosto - Kay Francis, attrice statunitense (n. 1905)
- 26 agosto - Martin Frič, regista ceco (n. 1902)
- 26 agosto - Mario Pezzi, generale italiano (n. 1898)
- 27 agosto - Robert Z. Leonard, regista, attore e produttore cinematografico statunitense (n. 1889)
- 27 agosto - Raffaele Sanna Randaccio, avvocato e politico italiano (n. 1896)
- 27 agosto - Marina di Grecia, nobile greca (n. 1906)
- 28 agosto - Leone Traverso, traduttore italiano (n. 1910)
- 30 agosto - Luitpold Popp, calciatore tedesco (n. 1893)
- 30 agosto - Bruno Slawitz, giornalista e musicologo italiano (n. 1907)
- 30 agosto - William Talman, attore statunitense (n. 1915)
- 31 agosto - Wladimiro De Liguoro, attore, regista e direttore della fotografia italiano (n. 1893)
- 31 agosto - Bruno Dilley, militare e aviatore tedesco (n. 1913)
- 31 agosto - John Hartle, pilota motociclistico britannico (n. 1933)
- 31 agosto - Dennis O'Keefe, attore statunitense (n. 1908)
- 31 agosto - Ezio Sclavi, calciatore, allenatore di calcio e pittore italiano (n. 1903)